# Play Me Backwards
Play Me Backwards è un album in studio della cantante statunitense Joan Baez, pubblicato nel 1992.

## Tracce
1. Play Me Backwards (Joan Baez, Wally Wilson, Kenny Greenberg)
2. Amsterdam (Janis Ian)
3. Isaac and Abraham (Baez, Wilson, Greenberg)
4. Stones in the Road (Mary Chapin Carpenter)
5. Steal Across the Border (Ron Davies)
6. I'm with You (Baez)
7. I'm with You (Reprise) (Baez)
8. Strange Rivers (John Stewart)
9. Through Your Hands (John Hiatt)
10. The Dream Song (Baez, Wilson, Greenberg)
11. The Edge of Glory (Baez, Wilson, Greenberg)